# Ясапати
Ясапати (венг. Jászapáti) — город на северо-востоке Венгрии, расположен в медье Яс-Надькун-Сольнок. Находится недалеко от водохранилища Кишкёре, расположенного на реке Тиса. До столицы страны, города Будапешт, около 74 км. Ближайший город — Ясберень. Телефонный код города: 57.
По переписи населения 2001 года в городе проживает 9 913 человек.
Среди известных уроженцев Ясапати — Аладар Рац, известный венгерский цимбалист.

## Интересные факты

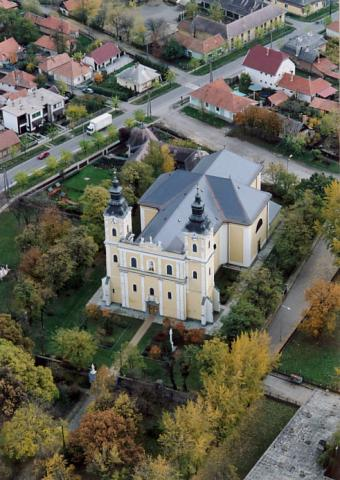
Церковь в Ясапати

Этнокультурной связи ясов венгерского Ясшага с аланами-осетинами Северного Кавказа имеются подтверждения в выводах многих научных трудов и дисциплин. Особое внимание необходимо уделить заключениям антрополога Гладковой Татьяны Дмитриевны и венгерского антрополога Тибора Тота, проведших исследование дерматоглифики венгров. Были собраны отпечатки ладоней и пальцев мужчин в разных районах страны, в том числе и в области Ясшаге. В последнем изучена группа ясов — жителей село Ясапати. Были проделаны подробные исследования и сделаны выводы: «Группа Ясапати в пальцевых узорах обнаруживает наибольшее сходство с кавказскими осетинами».

## В литературе
- В художественной книге, военного жанра, автора Пляченко Петра Федотовича «Дан приказ…»[3]

## Население
| Год  | Численность | Численность |
| ---- | ----------- | ----------- |
| 2013 | 8879        | [ 4 ]       |
| 2014 | 8692        | [ 5 ]       |
| 2018 | 8313        | [ 6 ]       |
| 2021 | 8149        | [ 7 ]       |
| 2022 | 8210        | [ 8 ]       |
| 2023 | 8186        | [ 9 ]       |
| 2024 | 8210        | [ 1 ]       |